# الفشن الجديدة
مدينة الفشن الجديدة هي مدينة مصرية جديدة من مدن الجيل الرابع، تقع في محافظة بني سويف، وتتبع إدارياً لهيئة المجتمعات العمرانية الجديدة، أُنشئت بقرار رئيس جمهورية مصر العربية رقم 347 لسنة 2018 على مساحة 17 ألف 958 فدان.

## الجغرافيا

### الموقع
مدينة الفشن الجديدة تقع على بعد 15 كيلو من مدينة الفشن و90 كيلو من مدينة بنى سويف و60 كيلو من مدينة الفيوم الجديدة.

## المخطط العام
المدينة مخصص لها 17958 فدانا، على الظهير الصحراوى بمحافظة بنى سويف على مساحة تقترب من الـ 18 ألف فدان، وهي عبارة عن مناطق إسكان بمستوياتها المختلفة ومناطق خدمات على مستوى الأحياء والمجاورات وعلى مستوى المدينة ومناطق للخدمات الإقليمية ومناطق صناعية ومشروعات استثمارية، مسطحات خضراء ومفتوحة وحديقة مركزٌية، بالإضافة إلى مناطق لوجستية ومعارض وأسواق.

## التركيبة السكانية
المدينة مستهدف أن يقطنها في عام 2050 مليون و16 ألف نسمة.